# Milan Rodić
Milan Rodić (serbisch-kyrillisch Милан Родић; * 2. April 1991 in Drvar, SFR Jugoslawien, heute Bosnien und Herzegowina) ist ein serbischer Fußballspieler.

## Karriere

### Klub
Er begann seine Karriere in der Jugend von OFK Belgrad und wechselte aus der U19 ab der Saison 2009/20 fest in die erste Mannschaft. Hier war er bis Februar 2013 Teil des Kaders, bis er zu Zenit St. Petersburg nach Russland wechselte. Dort verblieb er bis September 2013, als er zu Wolga Nischni Nowgorod verliehen wurde. Nach der Spielzeit 2013/14 ging er zu Zenit zurück. In der nun folgenden Runde 2014/15 kam er auf einen Einsatz und verließ danach den Klub als Meister ablösefrei in Richtung Krylja Sowetow Samara. Nach dem Abstieg wechselte er wieder in sein Heimatland und spielt hier seit Ende Juli 2017 für Roter Stern Belgrad. Mit diesen gewann er bislang vier Mal die Meisterschaft und einmal den Pokal.
Im Juli 2025 wechselte er zum FC Zürich und unterschrieb dort einen Einjahresvertrag.

### Nationalmannschaft
Seinen ersten Einsatz für die serbische Nationalmannschaft hatte er am 4. Juni 2018 im Vorfeld der Weltmeisterschaft 2018 bei einer 0:1-Freundschaftsspielniederlage gegen Chile, wo er in der 80. Minute für Aleksandar Kolarov eingewechselt wurde. Im Turnier erhielt er keinen Einsatz. Unter anderem in der UEFA Nations League 2018/19 kam er zum Zug. Sein letzter Einsatz war ein Qualifikationsspiel zur Europameisterschaft 2021 gegen die Ukraine am 17. November 2019.